# Іскробезпечне шахтне електроустаткування
Іскробезпе́чне ша́хтне електроустаткува́ння (рос. искробезопасное шахтное электрооборудование, англ. intinsically safe electrical mining equipment; нім. funkensichere elektrische Ausrüstung f) — різновид вибухозахищеного електроустаткування, в якому електричні розряди, які виникають при нормальній роботі та при будь-яких пошкодженнях (коротких замиканнях, обривах кола, виходу з ладу будь-яких елементів та ін.) неспроможні запалити вибухову газоповітряну, пароповітряну або пилогазову суміш.
Забезпечується відповідним вибором параметрів іскробезпечного електричного кола — напруги, струму, індуктивності, ємності, частоти та ін.